# 라미네 코네
라미네게예 코네(프랑스어: Lamine-Gueye Koné, 1989년 2월 1일 ~ )는 스위스 슈퍼리그의 구단인 로잔 스포르에서 센터 백으로 활약하고 있는 코트디부아르의 축구 선수이다.
코트디부아르계 프랑스인인 코네는 2003년부터 샤토루 유소년팀에서 활동했으며, 2007년 4월 27일 몽펠리에와의 리그 2 경기에서 첫 성인팀 데뷔전을 치렀다. 이후 코네는 아스널로 이적한 로랑 코시엘니의 대체자로 낙점되어 2010년 7월 30일 로리앙과 4년 계약을 맺는다. 이후 139 경기에 출전해서 7골을 넣게 된다.
2016년 1월 27일, 코네는 프리미어리그의 구단인 선덜랜드와 2020년까지 계약을 맺으면서 이적한다. 이후 2015-16 시즌 선덜랜드가 프리미어리그에 잔류하는데 일조한다.